# إريك كالدو
إريك كالدو (بالإنجليزية: Eric Caldow)‏‏ (14 مايو 1934 - 4 مارس 2019 ) لاعب كرة قدم، ومدرب كرة قدم من المملكة المتحدة.

## روابط خارجية
- إريك كالدو على موقع الاتحاد الإسكتلندي (الإنجليزية)
- إريك كالدو على موقع قاعدة بيانات كرة القدم.إي يو (الإنجليزية)
- إريك كالدو على موقع ناشيونال فوتبول تيمز (الإنجليزية)